# Illesheim

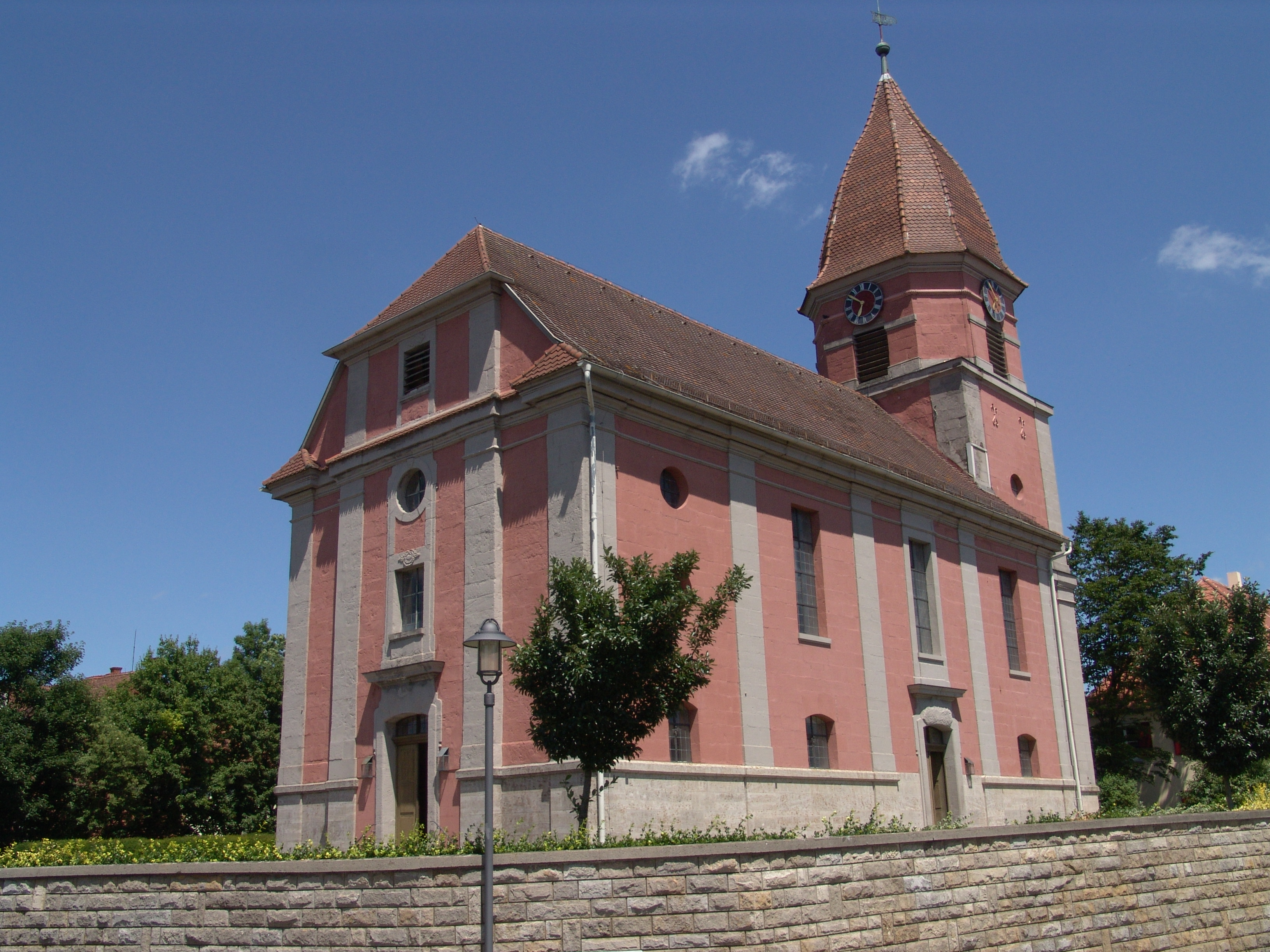
Kirche St. Maria und Wendel, Illesheim

Illesheim (fränkisch: Illesa) ist eine Gemeinde im Landkreis Neustadt an der Aisch-Bad Windsheim (Mittelfranken, Bayern).

## Geografie

### Geografische Lage
Die Gemeinde liegt etwa 50 km westlich von Nürnberg und 18 km nordöstlich von Rothenburg ob der Tauber. Die knapp westlich entspringende Aisch berührt die Ortschaft Illesheim im Norden. Südlich der Bahnstrecke Neustadt (Aisch)–Steinach bei Rothenburg befindet sich der Hubschrauberstützpunkt Storck Barracks.

### Nachbargemeinden
Nachbargemeinden sind (von Norden beginnend im Uhrzeigersinn): Bad Windsheim, Obernzenn, Oberdachstetten, Marktbergel und Burgbernheim.

### Gemeindegliederung
Es gibt sieben Gemeindeteile (in Klammern ist der Siedlungstyp angegeben):
- Aischmühle (Einöde)
- Eisenmühle (Einöde)
- Gackenmühle (Einöde)
- Illesheim (Pfarrdorf)
- Sontheim (Dorf)
- Urfersheim (Pfarrdorf)
- Westheim (Pfarrdorf)

Die Einöde Penleinsmühle zählt zum Gemeindeteil Sontheim.
Es gibt auf dem Gemeindegebiet die Gemarkungen Illesheim, Urfersheim und Westheim. Die Gemarkung Illesheim hat eine Fläche von 5,297 km². Sie ist in 664 Flurstücke aufgeteilt, die eine durchschnittliche Fläche von 7977,99 m² haben. In ihr liegen neben dem namensgebenden Ort die Gemeindeteile Aischmühle, Eisenmühle und Gackenmühle.

## Geschichte

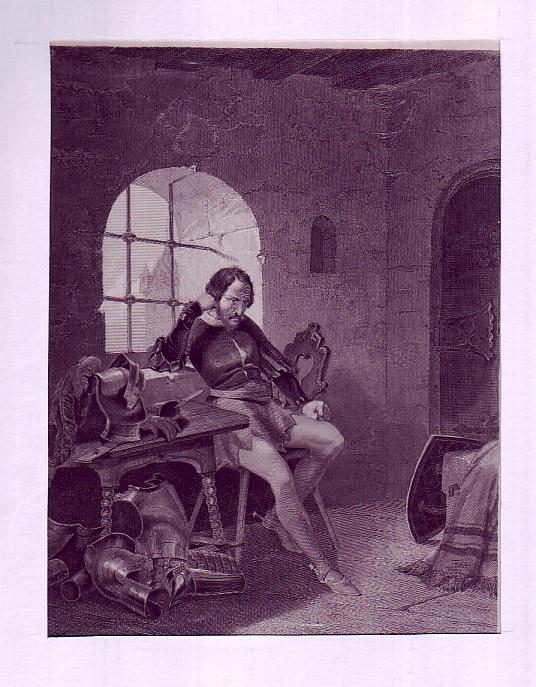
Eppelein von Gailingen im Gefängnis, Kupferstich

Der Ort wurde 1136 als „Hillinsheim“ erstmals urkundlich erwähnt. Das Bestimmungswort des Ortsnamens ist der Personenname „Hillin“. Im ehemaligen Rittergut Illesheim, welches sich zunächst die Herren von Illesheim, die Herren Esler von Illesheim und die Herren von Gailingen-Illesheim teilten, gab es dementsprechend auch drei Adelssitze. Dies waren die Burg Illesheim, die Burg Röllinghausen und wohl noch eine dritte Burg. Die Quellen wo welche Burg stand sind nicht ganz eindeutig da deren Standorte nicht explizit erwähnt werden. Laut Bayerischem Denkmalregister stand eine Wasserburg nördlich der Aisch (Denkmalnummer D-5-75-133-4) und eine weitere Wasserburg am nordwestlichen Ortsrand (Denkmalnummer D-5-75-133-3) von Illesheim südlich der Aisch. Schirmer beschreibt Burg Röllinghausen wäre „auf der östlichen Spitze“ von Illesheim gestanden und nach der Zerstörung im Bauernkrieg auch wieder aufgebaut worden zu sein, schließlich aber abgebrochen und ein Bauernhof an gleicher Stelle errichtet der den Namen Röllingshof trug. Diese Aussage deckt sich jedoch nicht mit den Befunden des Landesamts für Denkmalpflege, welche kein Bodendenkmal im Osten von Illesheim ausweisen.
Illesheim ist der Geburtsort von Eppelein von Gailingen. Die Burg Röllinghausen, Sitz der Herren von Gailingen, die 1381 in einer Fehde des Raubritters Eppelein von Gailingen mit dem Nürnberger Burggrafen zerstört und nach Wiederaufbau im Bauernkrieg von 1525 endgültig zerstört wurde. Durch Heirat kam 1517 die Hälfte des Rittergutes Illesheim an den Ritter Götz von Berlichingen der kurze Zeit danach auch die andere Hälfte übernahm. Auf die Berlichinger geht auch das heute noch vorhandene Schloss Illesheim zurück. Sie waren bis 1833 in Illesheim präsent.
Das Kloster Heilsbronn erwarb in Illesheim nur wenige Gefälle.
Gegen Ende des 18. Jahrhunderts gab es in Illesheim 41 Anwesen. Das Hochgericht übte das brandenburg-bayreuthische Schultheißenamt Burgbernheim aus. Die Dorf- und Gemeindeherrschaft hatten die Reichsstadt Windsheim und das Rittergut Illesheim gemeinsam inne. Grundherren waren die Reichsstadt Windsheim (19 Anwesen: Pfarrhaus, Schulhaus, 1 Wohngut, 4 Höfe, 1 Viertelhof, 5 Wohngüter, 1⁄2 Gut, 1 Gütlein, 1 Häckersgut, 4 Mühlen), das Rittergut Illesheim (17 Anwesen: 2 Halbhöfe, 1 Mühle, 41⁄2 Güter, 2 Gütlein, 4 Sölden, 1 Häckersgut, 2 Häuser), das Hofkastenamt Ansbach (1 Hof), die Pfarrei Ottenhofen (1 Gut) und die Pfarrei Illesheim (1 Gut, 1 Sölde, 1 Mühle). Das Rittergut Illesheim gehörte zu dieser Zeit den Freiherren von Berlichingen-Jagsthausen und war dem Ritterkanton Odenwald steuerbar. Es hatte nur in Illesheim die Dorf- und Gemeindeherrschaft teilweise inne. Neben den 17 Anwesen in Illesheim war es noch Grundherr in Ergersheim (1 Anwesen), Pfaffenhofen (1), Schwebheim (1) und Wiebelsheim (3).
1801 gab es im Ort 40 Untertansfamilien.
Im Jahre 1810 kam Illesheim an das Königreich Bayern. Im Rahmen des Gemeindeedikts wurde es dem 1811 gebildeten Steuerdistrikt Schwebheim und der 1817 gebildeten Ruralgemeinde Schwebheim zugewiesen. Mit dem Zweiten Gemeindeedikt (1818) entstand die Ruralgemeinde Illesheim, zu der Aisch-, Eisen- und Gackenmühle gehörten. Sie war in Verwaltung und Gerichtsbarkeit dem Landgericht Windsheim zugeordnet und in der Finanzverwaltung dem Rentamt Ipsheim. Die freiwillige Gerichtsbarkeit und die Polizei für 14 Anwesen hatte jedoch bis 1848 das Patrimonialgericht Illesheim inne. Ab 1862 gehörte Illesheim zum Bezirksamt Uffenheim (1939 in Landkreis Uffenheim umbenannt) und ab 1856 zum Rentamt Windsheim (1919 in Finanzamt Windsheim umbenannt, seit 1932 Finanzamt Uffenheim). Die Gerichtsbarkeit blieb beim Landgericht Windsheim (1879 in Amtsgericht Windsheim umbenannt), seit 1973 ist das Amtsgericht Neustadt an der Aisch zuständig. 1964 hatte die Gemeinde eine Gebietsfläche von 5,305 km².

### Eingemeindungen
Am 1. Juli 1975 wurden die Gemeinden Urfersheim und Westheim eingegliedert.

### Einwohnerentwicklung
Im Zeitraum 1988 bis 2018 stieg die Einwohnerzahl von 811 auf 934 bzw. um 15,2 %.
Gemeinde Illesheim
| Jahr      | 1818   | 1840   | 1852   | 1861   | 1867   | 1871   | 1875   | 1880   | 1885   | 1890   | 1895   | 1900   | 1905   | 1910   | 1919   | 1925   | 1933   | 1939   | 1946   | 1950   | 1961   | 1970   | 1987   | 2005   | 2011   | 2016   |
| Einwohner | 276    | 297    | 283    | 288    | 270    | 281    | 264    | 273    | 295    | 286    | 297    | 287    | 275    | 265    | 270    | 272    | 298    | 1434   | 594    | 821    | 517    | 425    | 849    | 902    | 954    | 906    |
| Häuser    | 52     | 56     |        |        |        | 64     |        |        | 56     | 55     |        | 56     |        |        |        | 53     |        |        |        | 92     | 99     |        | 224    |        | 303    | 313    |
| Quelle    | [ 24 ] | [ 25 ] | [ 26 ] | [ 27 ] | [ 28 ] | [ 29 ] | [ 30 ] | [ 31 ] | [ 32 ] | [ 33 ] | [ 26 ] | [ 34 ] | [ 26 ] | [ 35 ] | [ 26 ] | [ 36 ] | [ 26 ] | [ 26 ] | [ 26 ] | [ 37 ] | [ 21 ] | [ 38 ] | [ 39 ] | [ 40 ] | [ 40 ] | [ 40 ] |

Ort Illesheim
| Jahr      | 001818 | 001840 | 001861 | 001871 | 001885 | 001900 | 001925 | 001950 | 001961 | 001970 | 001987 | 002014 |
| Einwohner | 258    | 280    | 266    | 260    | 272    | 260    | 254    | 795    | 501    | 413    | *355   | 490    |
| Häuser    | 49     | 54     |        |        | 52     | 52     | 50     | 88     | 95     |        | *102   |        |
| Quelle    | [ 24 ] | [ 25 ] | [ 27 ] | [ 29 ] | [ 32 ] | [ 34 ] | [ 36 ] | [ 37 ] | [ 21 ] | [ 38 ] | [ 39 ] | [ 41 ] |

## Politik
Die Gemeinde ist Mitglied der Verwaltungsgemeinschaft Burgbernheim.

### Gemeinderat
Die Gemeinderatswahl 2020 führte zu folgender Sitzverteilung im Gemeinderat:
- Freie Bürger: sechs Sitze
- Freie Wähler: zwei Sitze

Erster Bürgermeister ist Roland Scheibenberger (FB).

### Wappen und Flagge
Wappen
| Wappen von Illesheim | Blasonierung: „In Schwarz über einem fünfspeichigen silbernen Rad schräg gekreuzt ein gestürztes goldenes Messer und ein goldener Kreuzstab.“ |
| Wappen von Illesheim | Wappenbegründung: Die Gemeinde Illesheim besteht seit 1975 aus den Gemeinden Illesheim, Urfersheim und Westheim. Sie werden durch die drei Symbole im Wappen vertreten. Das fünfspeichige Rad ist dem Wappen der Freiherren von Berlichingen entnommen, die bedeutende Grundherren in Illesheim waren. Das Messer ist das Attribut des Heiligen Bartholomäus, dem die Kirche in Urfersheim geweiht ist. Für Westheim steht der Kreuzstab, Kennzeichen des Heiligen Gumbertus, dem Patron der Ortskirche. Dieses Wappen wird seit 1976 geführt. |

Flagge
Die Gemeindeflagge ist weiß-schwarz-gelb.

## Kultur und Sehenswürdigkeiten
- Nördlich des Gemeindeteiles Sontheim befindet sich das Naturdenkmal Walsbrunnen.

## Bau- und Bodendenkmäler
- Schloss Illesheim
- Burgstall Illesheim
- Burg Röllinghausen

## Infrastruktur

### Verkehr
Illesheim hat einen Haltepunkt an der Bahnstrecke Steinach bei Rothenburg–Bad Windsheim.
2 km südwestlich liegt der Schnittpunkt der Bundesstraßen 13 mit der 470, die direkt nördlich am Ortsrand vorbeiläuft. Die Kreisstraße NEA 39 führt nach Urfersheim (1,6 km südöstlich). Eine Gemeindeverbindungsstraße führt nach Schwebheim (2,1 km westlich).

### Militär
In der Gemeinde befinden sich der Flugplatz Illesheim mit den Storck Barracks, ein großer Hubschrauberstützpunkt, der von der United States Army betrieben wird. Am 29. April 2015 gab die United States Army im Zusammenhang mit der Umstrukturierung der 12. Kampfhubschrauberbrigade eine umfangreiche Truppenreduzierung bekannt.

### Medien
In Illesheim befindet sich ein Sender zur Verbreitung des Radioprogramms von AFN Bavaria – The Eagle auf der UKW-Frequenz 104,9 MHz mit 380 W.

## Söhne und Töchter der Stadt
- Eppelein von Gailingen (1320–1381), fränkischer Raubritter
- Georg Pencz (1500–1550), Schüler Dürers und dessen Nachfolger als Stadtmaler von Nürnberg